# Kariri-Xocó
Kariri –Xocó  (Cariri-Chocó, Xokó-Kariri).- pleme Caririan Indijanaca iz Brazila danas nastanjeni na obalama rijeke Sao Francisco blizu grada Porto Real do Colegio u državi Alagoas. U okolnim područjima koji okružuju njihovu zemlju nalaze se sela Indijanaca iz drugih plemena tako da nemaju loših odnosa sa susjedima. Pleme je do danas sačuvalo svoje stare obrede, među kojima i "Filhos da Jurema" i svete obrede Toré, plesovi i pjesme koji se ritualno izvode uz glazbalo 'maraca', veoma rašireno među Tupí plemenima. Napravljena je od šuplje tikvice ispunjene sjemenkama ili kamenčićima. Prema podacima za 2006. godinu ima ih oko 2,500, ali su tu možda uvrštena i plemena, Xukuru, Xoko i drugi koje SIL ne razlikuje a plemenska imena navodi kao alternativne nazive, praveći još veću zbrku među ovim imenima. Ova plemena ipak su različita i nekada su pripadala raznim jezičnim porodicama, dok se danas služe portugalskim jezikom. 

## Vanjske poveznice
- Identité des Nations et Traditions Indigènes[neaktivna poveznica]
- História dos Karirí-Xocó  Arhivirana inačica izvorne stranice od 29. rujna 2007. (Wayback Machine)